# Siadougou
Siadougou is een gemeente (commune) in de regio Ségou in Mali. De gemeente telt 17.700 inwoners (2009).
De gemeente bestaat uit de volgende plaatsen:
- Bablé-Wèrè
- Bananikélé
- Dionkasso
- Djéguéna
- Dougoubala
- Garangata
- Gniné
- Kakoun-Mankoye
- Kama-Bambara
- Kama-Marka
- Kolébougou
- Kouan
- Koungota
- Moribougou
- N'Djébala
- N'Dongosso
- Nabasso
- Pélingana
- Siella (hoofdplaats)
- Tabara